# 생연중학교
생연중학교(生淵中學校)는 대한민국 경기도 동두천시 생연동에 위치한 공립 중학교이다.

## 학교 연혁
- 2004년 1월 5일 : 생연중학교 설립 인가
- 2004년 3월 1일 : 생연중학교 개교, 초대 한재윤 교장 취임
- 2004년 3월 3일 : 입학식(5학급 198명)
- 2005년 2월 1일 : 도서관 개관
- 2022년 3월 1일 : 제7대 변종갑 교장 취임
- 2024년 1월 5일 : 졸업식(7학급 195명)
- 2024년 3월 4일 : 입학식(7학급 188명)

## 참고 자료
- 생연중학교 - 한국교육학술정보원 학교알리미